# Pappádos
Pappádos är en ort i Grekland.   Den ligger i prefekturen Nomós Lésvou och regionen Nordegeiska öarna, i den östra delen av landet, 260 km öster om huvudstaden Aten. Pappádos ligger 77 meter över havet och antalet invånare är 1 534. Den ligger på ön Lesbos.
Terrängen runt Pappádos är kuperad. Havet är nära Pappádos åt nordost.  Närmaste större samhälle är Mytilene, 11,6 km nordost om Pappádos. 